# Crasna (Gorj)
Crasna è un comune della Romania di 5276 abitanti, ubicato nel distretto di Gorj, nella regione storica dell'Oltenia.
Il comune è formato dall'unione di 9 villaggi: Aninișu din Deal, Aninișu din Vale, Buzești, Cărpiniș, Crasna, Crasna din Deal, Drăgoiești, Dumbrăveni, Radoși.